# Acker-Ochsenzunge
Die Acker-Ochsenzunge (Anchusa arvensis), auch als Acker-Krummhals oder Wolfsauge bezeichnet, ist eine Pflanzenart innerhalb der Familie der Raublattgewächse (Boraginaceae).

## Beschreibung

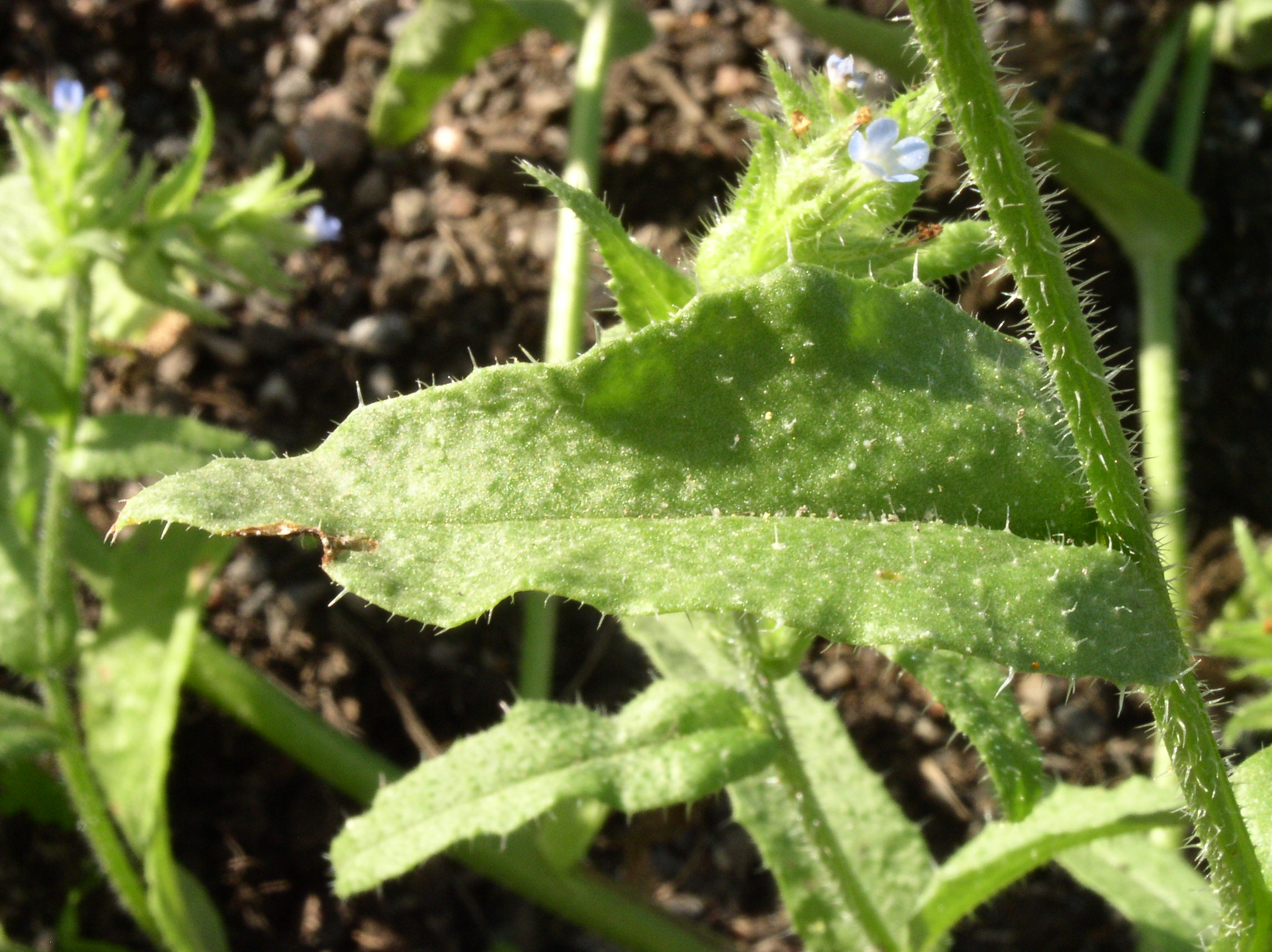
Behaarter Stängel und behaartes oberes Stängelblatt

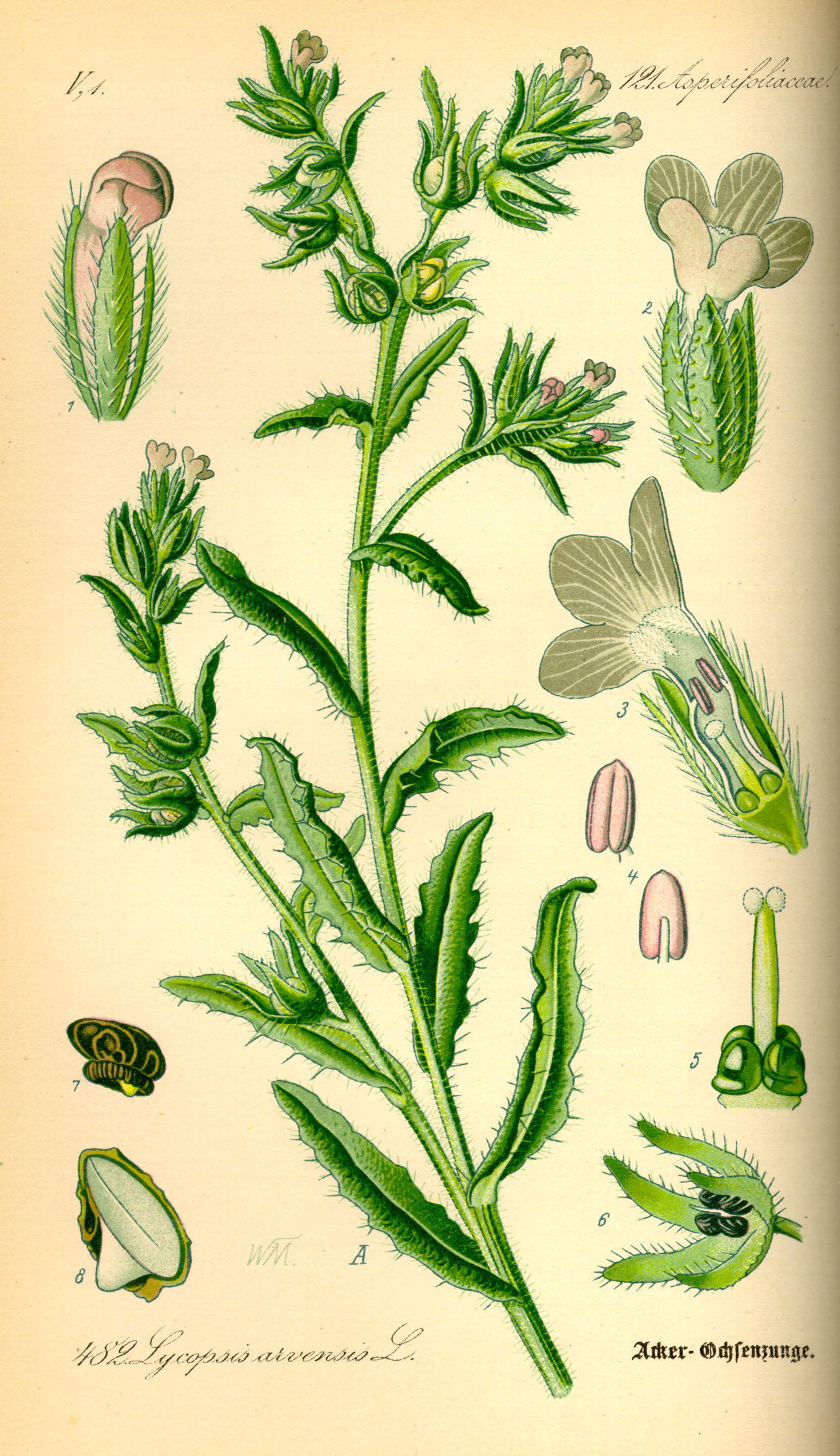
Illustration aus Otto Wilhelm Thomé: Flora von Deutschland Österreich und der Schweiz, Gera-Untermhaus, 1885

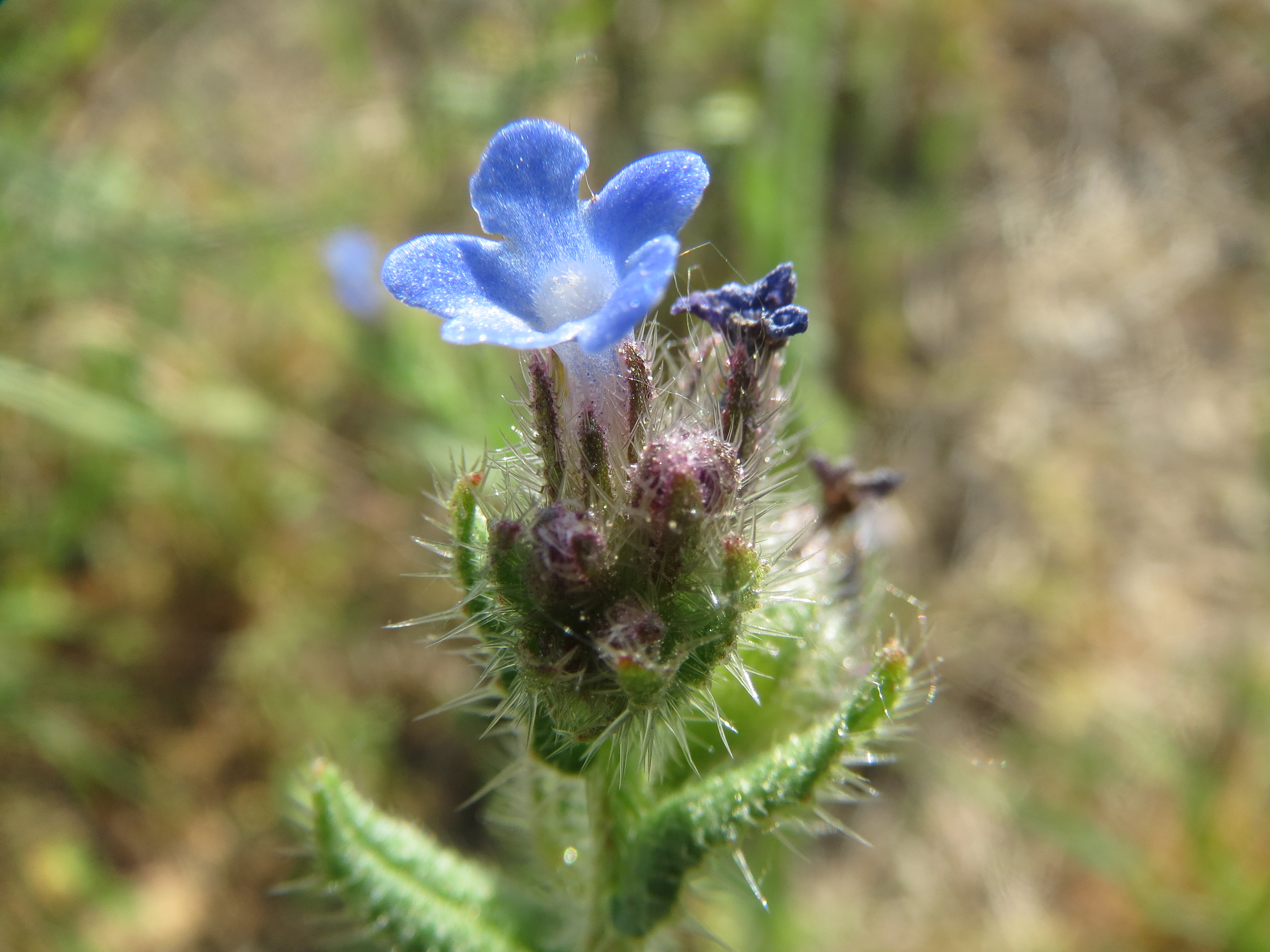
Ausschnitt eines Blütenstandes und Blüte

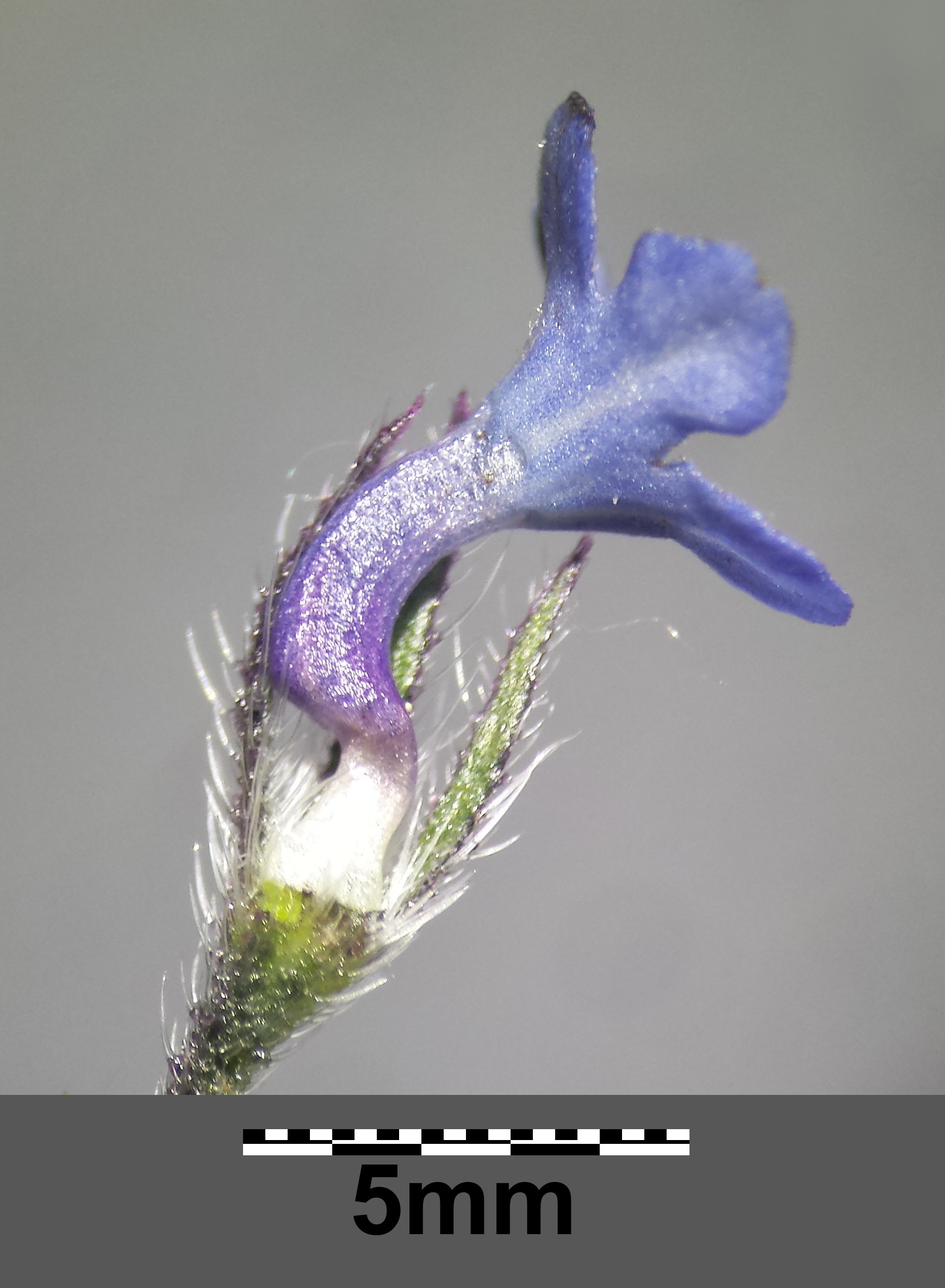
Blüte mit geknieter Kronröhre

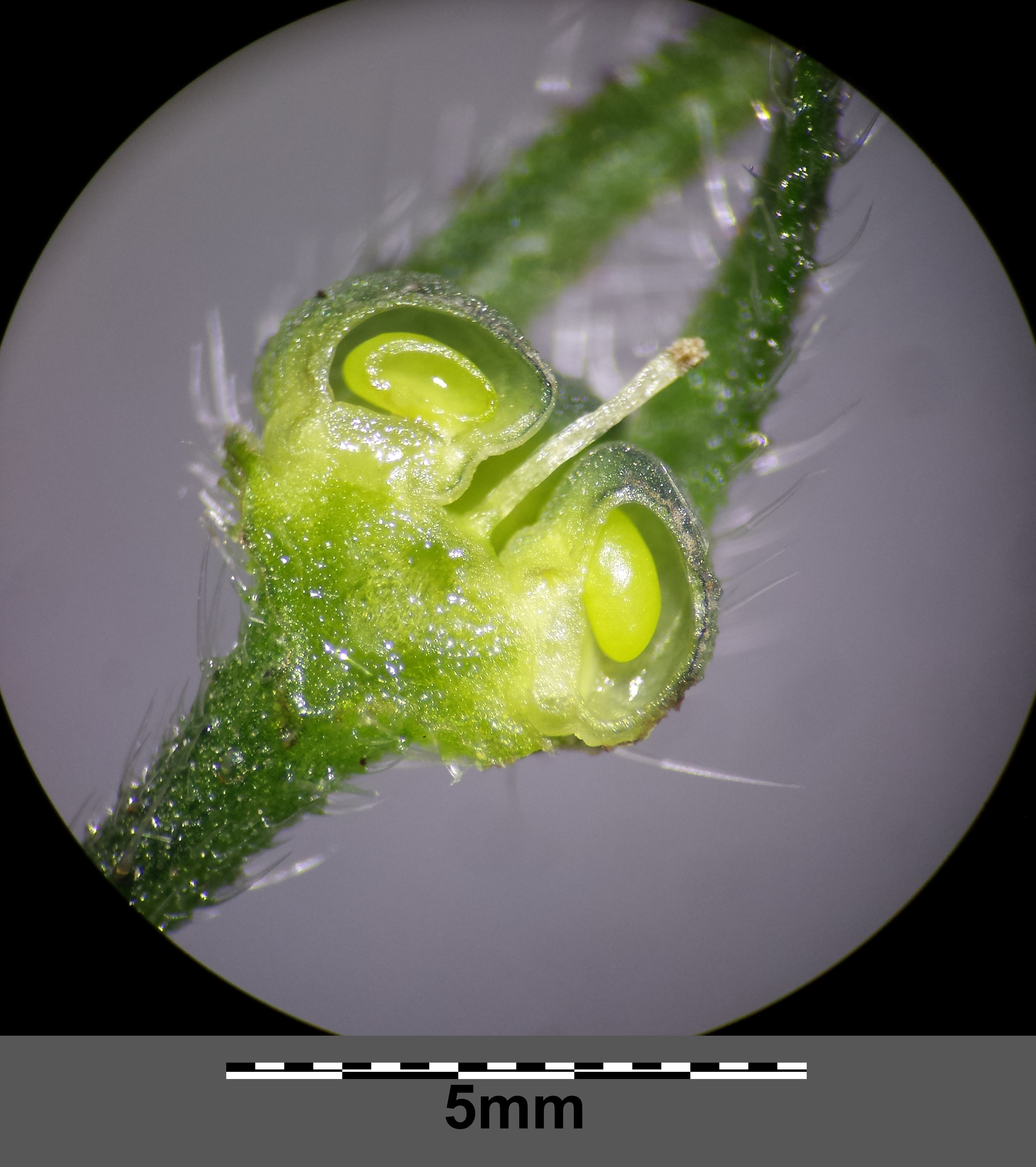
Frucht aufgeschnitten: die Teilfrüchte sind am Grund von einem wulstigen Ring umgeben

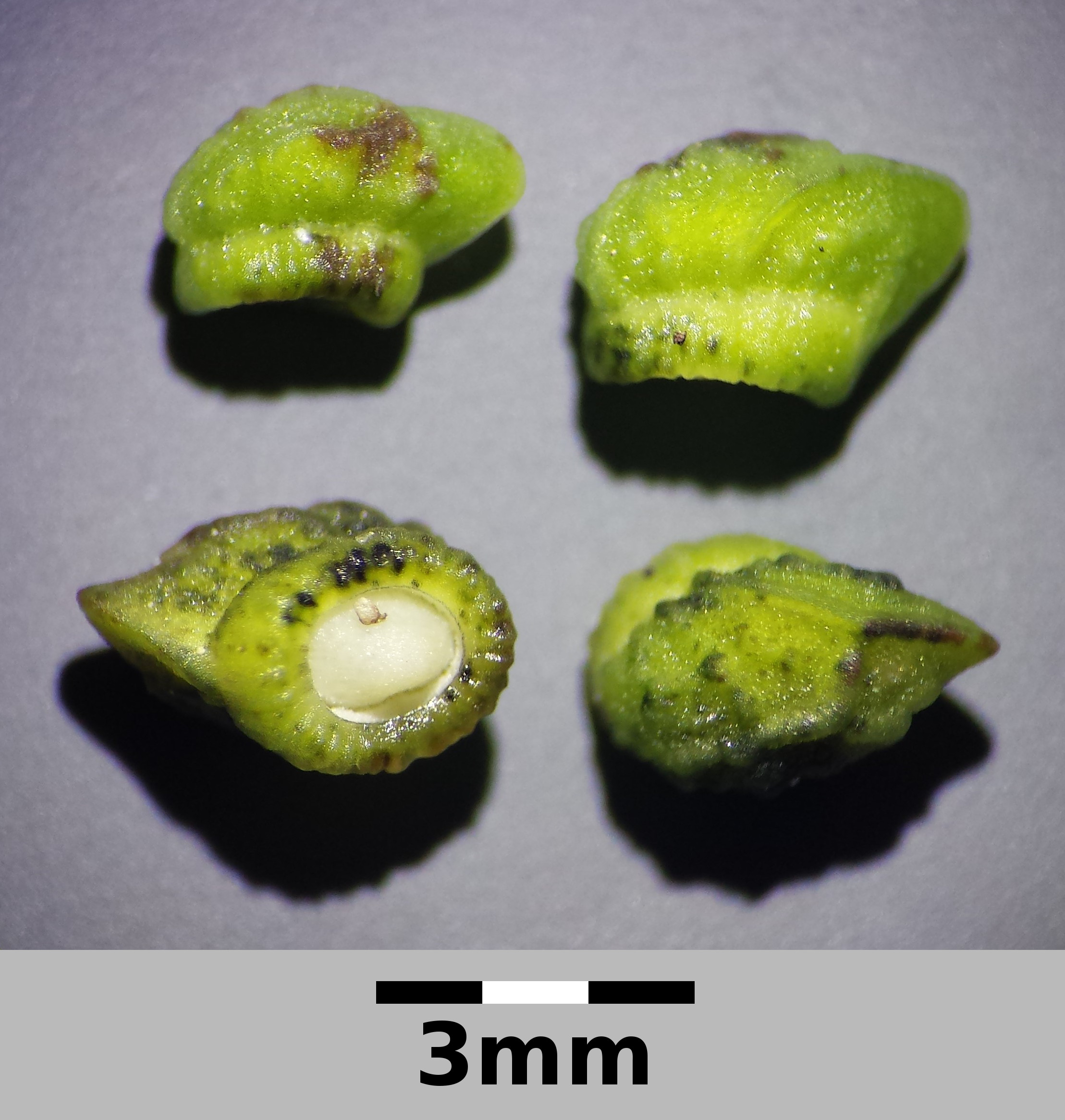
Klausen

### Vegetative Merkmale
Die Acker-Ochsenzunge ist eine einjährige krautige Pflanze und erreicht Wuchshöhen von 15 bis 40 Zentimetern. Es wird eine Pfahlwurzel gebildet.
Die Laubblätter sind wechselständig angeordnet und im Umriss lanzettlich. Die dicht borstig behaarten Blattspreiten sind 10 bis 15 Zentimeter lang und 1 bis 2 Zentimeter breit. Der wellige Blattrand ist ausgeschweift gezähnt. Die oberen Stängelblätter sind sitzend, die unteren stielartig verschmälert.

### Generative Merkmale
Die Blütezeit reicht von Mai bis September. In zusammengesetzt-scheinrispigen Blütenständen stehen zahlreiche Blüten in Doppelwickeln zusammen. Die zwittrigen Blüten sind fünfzählig mit doppelter Blütenhülle. Der Kelch ist fast bis zum Grund in elliptisch-lanzettliche, dicht borstige, zur Blütezeit 4 bis 5 Millimeter, zur Fruchtzeit in 6 bis 7 Millimeter lange Zipfel geteilt. Die hellblauen Blütenkronen weisen einen Durchmesser von etwa 7 Millimetern auf und haben eine weiße, gekrümmte Kronröhre. Am Schlund befinden sich weiße Schuppen, welche die Staubblätter verdecken.
Die Früchte sind in aufrecht stehenden Fruchtständen angeordnet. Die Klausenfrüchte zerfallen in vier ungleiche und raue Klausen.
Die Chromosomenzahl beträgt 2n = 48.

## Ökologie
Die Blüten werden von Apiden, Tagfaltern und Syrphiden besucht. Die Bestäubung erfolgt durch Bienen oder durch Selbstbestäubung. Die Ausbreitung der Diasporen, es sind die Klausen, erfolgt durch Formica-Arten (Myrmekochorie) oder durch Klettausbreitung (Epichorie), da die oberirdischen Pflanzenteile durch starre Borstenhaare an Tierfell haften bleiben können.

## Vorkommen
Das Verbreitungsgebiet der Acker-Ochsenzunge erstreckt sich über ganz Europa, im Süden von Spanien, Italien und Griechenland bis in den Norden nach Norwegen, Finnland und Großbritannien und im Osten bis in den europäischen Teil von Russland. Außerdem kommt die Art in Armenien vor.
Die Acker-Ochsenzunge gedeiht auf Äckern und Ödland und wächst bevorzugt auf stickstoffhaltigen, kalk- und basenarmen Böden. Sie kommt zerstreut im Tiefland und in Sandgebieten des Berglands vor. Sie steigt im Engadin und in Südtirol bis etwa 1700 Meter, am Berninapass ruderal bis 2290 Meter Meereshöhe auf.
In Mitteleuropa ist die Acker-Ochsenzunge ein Archäophyt. Lycopsis arvensis ist in Mitteleuropa eine Charakterart des Lycopsietum aus dem Unterverband Polygono-Chenopodienion, kommt aber auch in Gesellschaften des Verbands Polygono-Chenopodion oder seltener des Verbands Sisymbrion vor.
Die ökologischen Zeigerwerte nach Landolt et al. 2010 sind in der Schweiz: Feuchtezahl F = 2+ (frisch), Lichtzahl L = 4 (hell), Reaktionszahl R = 3 (schwach sauer bis neutral), Temperaturzahl T = 4 (kollin), Nährstoffzahl N = 4 (nährstoffreich), Kontinentalitätszahl K = 4 (subkontinental).

## Taxonomie
Die Erstveröffentlichung von Lycopsis arvensis erfolgte 1753 durch Carl von Linné. Synonyme von Lycopsis arvensis L. sind: Anchusa arvensis (L.) M.Bieb., Anchusa arvensis subsp. occidentalis (Kusn.) Nordh., Lycopsis arvensis subsp. occidentalis Kusn., Anchusa guculeaci Sennen, Anchusa rigolei Sennen.

## Inhaltsstoffe
Die Acker-Ochsenzunge enthält möglicherweise Pyrrolizidinalkaloide, die Krebs verursachen und als Lebergifte gelten. Vergiftungen sind keine bekannt.

## Trivialnamen
Für die Acker-Ochsenzunge sind oder waren, zum Teil nur regional, auch die Bezeichnungen falsche Hundszunge, Krummhals (Schlesien), Liebäugelein (Schlesien), wild Ochsenzung, Schafzung und Wolfsgesicht gebräuchlich.

## Nachweise